# Self Control (canción de Raf)
«Self Control» es una canción del cantante italiano Raffaele Riefoli (más conocido como Raf), que fue lanzada en 1984 como su primer sencillo. Fue escrita por el músico junto a Giancarlo Bigazzi y Steve Piccolo. El mismo año de su lanzamiento fue versionada por la cantante estadounidense Laura Branigan, quien recogería el legado cultural de la misma, llegando a hacerse con un primer puesto en las listas de la Alemania Federal el 15 de junio de 1984. Por su parte, la versión de Raf alcanzó el primer número 1 en Italia el 23 de junio de 1984. Ambas versiones fueron populares en toda Europa durante gran parte del verano de 1984, así como el sencillo más exitoso del año en Alemania y Suiza. La versión de Branigan alcanzó el 4º puesto en la lista Billboard Hot 100 de los Estados Unidos, y el 2º en el Billboard Hot Dance Club.
La canción se ha convertido en una de las canciones definitorias de la década de 1980, con una serie de remakes grabadas posteriormente. Entre las versiones posteriores, llegaron a destacar la del cantante puertorriqueño Ricky Martin en 1993, las de 2006 de la española Soraya Arnelas y los daneses Infernal, o la de Kendra Erika en 2018.

## Versión de Raf
Raffaele Riefoli, coescribió la canción Self Control junto a Giancarlo Bigazzi y Steve Piccolo. Su versión de Self Control alcanzó su cota máxima al encumbrarse como número uno en Italia y en Suiza, así como logrando llegar al 2º puesto de las listas alemanas y al 7º en Austria, así como entrando en Francia en el puesto 40º. Raf lanzó una mezcla de baile extendida de la canción, como Branigan, pero la versión de Raf presentaba un rap (interpretado por otros dos vocalistas de rap), relativamente raro para un artista blanco en ese momento.
Aunque su álbum era inglés y especialmente los sencillos demostraron ser bastante exitosos en Italia y en otros lugares, comenzó a lanzar sus álbumes posteriores en su idioma nativo, casi todos los cuales fueron mejor recibidos en Italia que los álbumes en inglés; muchos de ellos entrando en la lista de los 10 mejores álbumes de Italia.

### Posición en listas
| Listas (1984)                               | Posición más alta |
| ------------------------------------------- | ----------------- |
| Alemania Federal (GfK Entertainment Charts) | 2                 |
| Austria (Ö3 Austria Top 40)                 | 7                 |
| España (AFYVE)                              | 6                 |
| Europa (European Hot 100 Singles)           | 4                 |
| Francia (SNEP)                              | 40                |
| Italia (FIMI)                               | 1                 |
| Polonia (LP3)                               | 32                |
| Suiza (Schweizer Hitparade)                 | 1                 |

## Versión de Laura Branigan
Al poco de ser lanzada la canción en Italia, la artista estadounidense Laura Branigan realizó un remake de la misma para su disco de 1984, el tercero de su carrera, que llevaría como nombre el que encumbraría a la artista y al disco en sí. Fue el sencillo principal del mismo.

### Historia
El primer gran éxito de Branigan también había sido coescrito por Giancarlo Bigazzi, Gloria (1982), versión en inglés de la canción originalmente cantada por el italiano Umberto Tozzi, grabada en 1979. Al año siguiente, Branigan grabó otra canción en inglés escrita sobre una canción de Tozzi y Bigazzi, Mama, que fue parte de su álbum de 1983 Branigan 2. Branigan volvió a elegir dos canciones italianas más para su tercer álbum: la primera, Ti Amo, con letra de Diane Warre y nuevamente basada en la original de Tozzi y Bigazzi, y la segunda, Self Control, que acabaría siendo su mayor éxito a nivel internacional. 
Self Control fue la única de las cuatro canciones italianas grabadas por Branigan que se compuso originalmente en inglés, y Branigan eligió grabar la canción tal como fue escrita. También a diferencia de las otras canciones, la versión de Branigan era contemporánea con la de su versión original.
La grabación de Branigan fue arreglada por Harold Faltermeyer junto a Robbie Buchanan, quien produciría la canción con Jack White en Alemania y Los Ángeles. El principal cambio generado entre las versiones pasó de ser un gancho de teclado en la versión de Raf a un riff de guitarra para la versión de Branigan, así como un cambio en las voces, añadiéndose a esta última más una caja de ritmos y una batería electrónica con un tono más agudo y repetitivo.

### Información de la canción
La canción narra las vivencias de la cantante en el mundo de la vida nocturna, cuyo encanto la tiene "viviendo solo por la noche", entre "las criaturas [de la noche]", como un escenario idílico donde no hay control, en contraposición con el día, donde "nada importa". En lugar de invocar más autocontrol, la artista se dirige constantemente a una tercera persona a la que le dice que la tome, y con ella tome su autocontrol.

### Videoclip
Branigan fue uno de los primeros artistas de la era del video en trabajar con un director de cine ganador de un Oscar en un videoclip. William Friedkin, director de The French Connection o El exorcista, se hizo cargo de dirigirlo. El vídeo fue filmado en Nueva Jersey y en Nueva York, siendo producido por Fred Caruso y emitido en abril de 1984.
El video muestra al inicio a Branigan, sentada en su habitación mientras su amante duerme. Tras contemplar las luces nocturnas de la ciudad, decide arreglarse, vestirse y salir, atraída por la vida de la ciudad cuando la noche llega. Caminando por la ciudad, tiene un breve encuentro con un hombre misterioso que lleva una máscara blanca que le tapa por completo el rostro, asustando e intrigando a Branigan. Ya en un club nocturno, mientras Laura está bailando con otros chicos y chicas, ve al fondo del mismo al hombre misterioso, quien marcha por una habitación subterránea y por el que le persigue Branigan. En esa habitación, con multitud de personas enmascaradas, bailando y seduciéndose unos a otros, el hombre enmascarado la invita a lo que parece una reunión orgiástica. Dispuesta al principio, finalmente huye. Al regresar a casa, Branigan descubre que el hombre enmascarado y parte de su multitud están, de alguna manera, ahora en su habitación. Ella se entrega a los avances del hombre enmascarado. Luego, el hombre se va, desvaneciéndose a la luz de la mañana. Branigan, consumida por la culpa, se levanta y apaga la luz. La escena final muestra a Branigan acostada despierto en la cama, cuando su amante se da vuelta para mirarla, su rostro escondido detrás de una familiar máscara blanca.
El vídeo generó tanta controversia que MTV requirió que se hicieran algunas ediciones antes de que pudiera emitirse. Aunque Branigan se resistió al principio, su compañía discográfica la convenció de permitir una pequeña modificación y el vídeo fue transmitido por MTV, aunque para entonces el sencillo había alcanzado su punto máximo en las listas. Branigan pasaría a ser nominado para un premio American Music en 1985 a la Artista favorita de vídeo pop/rock.

### Repercusión musical
La grabación de Branigan fue un éxito mundial de múltiples formatos. En los Estados Unidos, la canción se convirtió en el cuarto top 10 consecutivo de Branigan en una lista de Billboard en un año y medio, después de Gloria, Solitaire y How Am I Supposed to Live Without You. Selfcontrol alcanzó incluso el segundo puesto en el Billboard Hot Dance Club, así como los 4º y 5º en los Billboard Hot 100 y Adult Contemporary respectivamente.
La versión de Selfcontrol de Branigan consiguió varios número uno en diversos países, como en Canadá, Austria, Suecia, Finlandia, Sudáfrica o Suiza, así como un n.º 2 en Noruega, Polonia e Irlanda, un tercer puesto en Australia y un quinto lugar en el Reino Unido.
Branigan interpretó la canción en vivo en su debut en The Tonight Show Starring Johnny Carson el 27 de abril de 1984. También promocionó la canción y su disco en apariciones estelares en The Merv Griffin Show o el programa American Bandstand.
En la cultura popular, su versión aparecería en la serie Miami Vice, en el episodio "The Great McCarthy", así como en la película televisiva de 1989 The Preppie Murder y en un episodio de 2007 de la serie Caso abierto. En 2002, la grabación de Branigan fue utilizada como pista en la estación de radio ficticia Flash FM en el videojuego Grand Theft Auto: Vice City. También fue usada en 2018 en el episodio "Descent" de la serie The Assassination of Gianni Versace: American Crime Story, emitida por FX.

### Posición en listas
| Listas (1984)                         | Posición más alta |
| ------------------------------------- | ----------------- |
| Australia (Kent Music Report)         | 3                 |
| Austria (Ö3 Austria Top 40)           | 1                 |
| Bélgica-Flandes (Ultratop 50 Singles) | 3                 |
| Canadá (RPM)                          | 1                 |
| España (AFYVE)                        | 24                |
| Estados Unidos (Adult Contemporary)   | 5                 |
| Estados Unidos (Billboard Hot 100)    | 4                 |
| Estados Unidos (Cashbox)              | 5                 |
| Estados Unidos (Dance Club Songs)     | 2                 |
| Europa (European Hot 100 Singles)     | 1                 |
| Francia (SNEP)                        | 13                |
| Finlandia (Suomen virallinen lista)   | 1                 |
| Irlanda (Kent Music Report)           | 2                 |
| Italia (FIMI)                         | 29                |
| Noruega (VG-lista)                    | 2                 |
| Nueva Zelanda (Recorded Music NZ)     | 26                |
| Países Bajos (Dutch Top 40)           | 7                 |
| Países Bajos (Single Top 100)         | 10                |
| Polonia (LP3)                         | 2                 |
| Reino Unido (UK Singles Chart)        | 5                 |
| Sudáfrica (Springbok Radio)           | 1                 |
| Suecia (Sverigetopplistan)            | 1                 |
| Suiza (Schweizer Hitparade)           | 1                 |